# Natriumcarbid
Natriumcarbid, Na2C2 ist eine anorganische chemische Verbindung des Natriums aus der Gruppe der Carbide.

## Gewinnung und Darstellung
Zwischen 400 °C und 600 °C wird Natriumcarbid aus Ethin C2H2 und Natrium hergestellt.
{\displaystyle {\ce {C2H2 + 2 Na -> Na2C2 + H2}}}

## Eigenschaften
Bei 800 °C dissoziiert das Natriumcarbid. Bei Anwesenheit von Wasser findet eine explosive Zersetzung statt
{\displaystyle {\ce {Na2C2 + 2H2O -> 2NaOH + C2H2 ^}}}
Die Verbindung kann in Form einer THF-Lösung als Reduktionsmittel in der Carbonylchemie genutzt werden.
{\displaystyle {\ce {2[MnBr(CO)5] + Na2C2 -> [Mn2(CO)10] + 2NaBr + 2C}}}